# Lenz (Familienname)

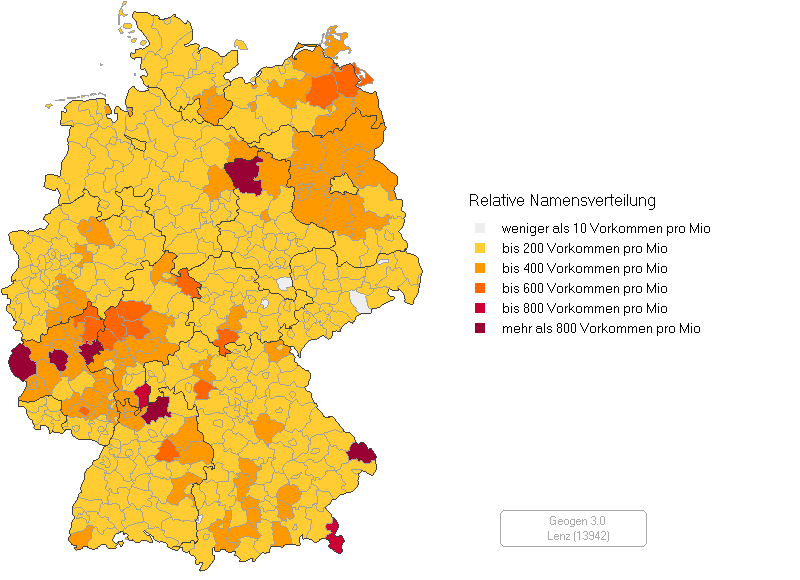
Relative Häufigkeit des Namens Lenz in Deutschland (Stand: Juni 2010)

Lenz ist ein Familienname.

## Namensträger

### A
- Achim Lenz (* 1978), Schweizer Regisseur, Autor und Dozent
- Adolf Lenz (1868–1959), österreichischer Kriminologe und Strafrechtler
- Alarich Lenz (* 1967), österreichischer Filmeditor
- Albert Lenz (* 1951), deutscher Psychologe und Hochschullehrer
- Alev Lenz (* 1982), deutsch-türkische Musikerin
- Alexander Lenz (* 1970), deutscher Physiker und Hochschullehrer
- Alexandra N. Lenz (* 1971), deutsche Sprachwissenschaftlerin
- Alfons Knaffl-Lenz (1878–1957), österreichischer Diplomat
- Alfred von Lenz (1832–1907), österreichischer Politiker und Industrieller
- Alfred Lenz (Pilot) (1890–1965), deutscher Pilot
- Alfred Lenz (Künstler) (* 1974), österreichischer Künstler
- Aloys Lenz (Politiker, 1910) (1910–1976), deutscher Politiker (CDU, Nordrhein-Westfalen)
- Aloys Lenz (Politiker, 1943) (* 1943), deutscher Politiker (CDU, Hessen)
- André Lenz (* 1973), deutscher Fußballtorwart
- Andreas Lenz (* 1981), deutscher Politiker (CSU), MdB
- Anette Lenz (* 1964), deutsche Grafikdesignerin
- Anita Lenz, Geburtsname von Anita Kugler (* 1945), deutsche Historikerin, Journalistin und Schriftstellerin
- Anselm Lenz (* 1980), deutscher Dramaturg
- Antje Lenz, Geburtsname von Antje Peveling (* 1988), deutsche Handballspielerin
- Antonín Lenz (1829–1901), böhmisch-tschechischer Theologe und Historiker
- August Lenz (Bankier) (1905–1960), deutscher Bankier
- August Lenz (Fußballspieler) (1910–1988), deutscher Fußballspieler

### B
- Barbara Lenz (Verkehrswissenschaftlerin) (* 1955), deutsche Verkehrswissenschaftlerin
- Barbara Lenz (Künstlerin) (* 1965), deutsche Architektin und Künstlerin
- Béla Gabor Lenz (* 1997), deutscher Schauspieler
- Bernd Lenz (* 1942), deutscher Anglist und Hochschullehrer
- Bernhard Lenz, eigentlicher Name von Christian Bogner (* 1955), deutscher Straftäter
- Bernhard Lenz (Architekt) (* 1968), deutscher Architekt und Hochschullehrer
- Bethany Joy Lenz (* 1981), US-amerikanische Schauspielerin
- Bianca Lenz (* 1991), Schweizer Grasskiläuferin
- Bruno Lenz (1911–2006), deutscher Maler und Violinist
- Burkhard Lenz (* 1958), deutscher Politiker

### C
- Carl Otto Lenz (* 1930), deutscher Jurist
- Carsten Lenz (* 1970), deutscher Kirchenmusiker
- Charles Lenz (1912–2008), Schweizer Zollbeamter
- Christian Lenz (* 1938), deutscher Kunsthistoriker
- Christian David Lenz (1720–1798), deutsch-livländischer Theologe und Geistlicher
- Christian Ludwig Lenz (1760–1833), deutscher Philologe
- Christoph Lenz (Söldner) (1834–1917), auch Cristóvão Lenz, deutsch-brasilianischer Söldner und Mitglied der Brummer
- Christoph Lenz, deutscher Kunstgießer, siehe Kunstgießerei Lenz
- Christoph Lenz (Journalist) (* 1983), Schweizer Journalist
- Christoph Lenz (Skispringer) (* 1986), österreichischer Skispringer
- Christoph Albrecht Lenz, deutscher Kunstgießer, siehe Kunstgießerei Lenz
- Christopher Lenz (* 1994), deutscher Fußballspieler
- Clara Lenz (Malerin, 1863) (1863–nach 1945), deutsche Malerin in Königsberg
- Clara Lenz (Malerin, 1874) (1874–1963), deutsche Malerin in New York
- Consetta Caruccio-Lenz (Connie Caruccio-Lenz; 1918–1980), US-amerikanische Turnerin

### D
- Desiderius Lenz (1832–1928), deutscher Bildhauer, Architekt und Maler
- Desirée Lenz (* 1984), deutsche Fußballspielerin
- Dieter Lenz (Schriftsteller) (* 1941), deutscher Verleger
- Dieter Lenz (Fußballspieler) (* 1948), deutscher Fußballspieler
- Dieter P. Meier-Lenz (1930–2015), deutscher Lyriker und Herausgeber
- Dietmar Lenz (* 1948), deutscher Bildhauer

### E
- Eberhard Lenz (1921–2008), deutscher Basketballfunktionär und -schiedsrichter
- Eduard Lenz (1901–1945), deutscher Pfarrer und Autor
- Edwin Lenz (1933–2019), deutscher Zahnmediziner und Hochschullehrer
- Emil Lenz (1804–1865), deutsch-baltischer Physiker
- Emil Lenz (Politiker), deutscher Politiker (DVP), MdL Mecklenburg-Schwerin
- Engelbert Lenz (1883–1949), österreichischer Politiker (CSP)
- Erna Lenz (1900–1955), deutsche Widerstandskämpferin
- Erika Lenz (* 1942), deutsche Landfrau, Präsidentin des Deutschen Landfrauenverbandes
- Ernst Lenz (1856–1908), deutscher Erzgießer, siehe Kunstgießerei Lenz
- Eugen Lenz (1916–2004), Schweizer Grafiker und Maler

### F
- Fabian Lenz, deutscher DJ, Musiker und Veranstalter
- Frank G. Lenz (1867–1894), US-amerikanischer Extremsportler
- Franz Lenz (1908–1989), deutscher Gewerkschafter
- Franziska Lenz-Gerharz (1922–2010), deutsche Künstlerin
- Friedhelm Lenz (* 1945), deutscher Politiker (SPD)
- Friedrich Lenz (Parteifunktionär), deutscher Parteifunktionär (SDAP)
- Friedrich Lenz (Unternehmer) (1846–1930), deutscher Eisenbahnunternehmer
- Friedrich Lenz (Nationalökonom) (1885–1968), deutscher Wirtschaftswissenschaftler
- Friedrich Lenz (Biologe) (1889–1972), deutscher Hydrobiologe
- Friedrich Lenz (Verleger) (Pseudonym W. von Asenbach), deutscher Schriftsteller und Verleger
- Friedrich Lenz (Physiker) (1922–2014), deutscher Physiker
- Friedrich Lenz (Sänger) (1926–2015), deutscher Opernsänger (Tenor)
- Friedrich Lenz (Linguist) (* 1956), deutscher Sprachwissenschaftler
- Friedrich David Lenz (1745–1809), deutsch-baltischer Geistlicher und Sprachforscher
- Friedrich Walter Lenz (1896–1969), deutscher Klassischer Philologe
- Fritz Lenz (1887–1976), deutscher Anthropologe und Rassenhygieniker
- Fritz Lenz (Fußballspieler), deutscher Fußballspieler
- Fritz Lenz (Agrarwissenschaftler) (1931–2023), deutscher Agrarwissenschaftler und Hochschullehrer

### G
- Georg Lenz (Mediziner, 1881) (1881–1953), deutscher Augenarzt und Hochschullehrer
- Georg Lenz (Mediziner, 1973) (* 1973), deutscher Onkologe und Hochschullehrer
- Georg Friedrich von Lenz (1834–1910), deutscher Jurist und Politiker, MdR
- George Lenz (* 1967), deutscher Schauspieler
- Gerhard Lenz (Journalist) (1929–2010), deutscher Journalist und Moderator
- Gerhard Lenz (Unternehmensberater) (* 1950), deutscher Unternehmensberater, Moderator und Autor
- Gita Lenz (1910–2011), amerikanische Fotografin
- Günter Lenz (Musiker) (* 1938), deutscher Jazzbassist und -komponist
- Günter Lenz (Politiker) (* 1959), deutscher Politiker (SPD)
- Günter H. Lenz (1940–2012), deutscher Amerikanist
- Günther Lenz (1883–1945), deutscher Generalarzt
- Gustav Lenz (Geistlicher) (1808–1891), deutscher Geistlicher und Superintendent
- Gustav Lenz (Jurist) (1818–1888), deutscher Jurist und Anwalt
- Gustav Lenz (1826–1867), deutsch-amerikanischer Handwerker, siehe Lenzei #Gustav Lenz

### H
- Hanfried Lenz (1916–2013), deutscher Mathematiker
- Hanne Lenz (1915–2010), deutsche Kunsthistorikerin und Lektorin, siehe Johanna Lenz
- Hans Lenz (Politiker, 1873) (1873–1953), österreichischer Politiker (SdP), Abgeordneter zum Nationalrat
- Hans Lenz (Politiker, 1907) (1907–1968), deutscher Politiker (FDP/DVP)
- Hans-Friedrich Lenz (1902–1996), deutscher Pfarrer und Mitglied der evangelischen Bekennenden Kirche
- Hans-Joachim Lenz (Architekt) (1926–2022), deutscher Architekt und Lehrer für geistige Heilung
- Hans-Joachim Lenz (Statistiker) (* 1942), deutscher Wirtschaftsinformatiker
- Hans-Joachim Lenz (Sozialwissenschaftler) (* 1947), deutscher Sozialwissenschaftler
- Hans Peter Lenz (1934–2022), deutscher Maschinenbauingenieur und Hochschullehrer
- Harald Othmar Lenz (1798–1870), deutscher Naturhistoriker
- Heinrich Lenz (Zoologe) (1846–1913), deutscher Zoologe
- Heinrich Friedrich Emil Lenz (1804–1865), deutsch-baltischer Physiker, siehe Emil Lenz
- Heinz-Werner Lenz (* 1957), deutscher Truckrennfahrer
- Hella Lenz (* 1935), deutsche Malerin
- Helmut Lenz (Politiker) (1930–2010), deutscher Jurist und Politiker (CDU), MdL Hessen
- Helmut Lenz (Staatssekretär) (* 1932), deutscher Jurist und Staatssekretär
- Helmut Lenz (Autor), deutscher Sachbuchautor
- Herbert Lenz (* 1948), deutscher Verleger und Autor
- Heribert Lenz (* 1958), deutscher Karikaturist, siehe Greser & Lenz
- Hermann Lenz (Architekt) (1817–1899), deutscher Architekt
- Hermann Lenz (Dirigent) (1869–1937), deutscher Chorleiter, Musikdirektor und Organist
- Hermann von Lenz (1872–1959), deutscher Generalmajor
- Hermann Lenz (1913–1998), deutscher Schriftsteller
- Hildegard Lenz (geb. Steffens, verh. Piesker; * 1933), deutsche Politikerin (SPD)
- Horst Lenz (1913–1985), deutscher Wirtschaftsprüfer und Politiker
- Hubert Lenz (* 1952), deutscher Philosoph

### I
- Ilse Lenz (* 1948), deutsche Soziologin

### J
- Jakob Michael Reinhold Lenz (1751–1792), deutschbaltischer Schriftsteller
- Jessica Lenz (* 1997), deutsche Schauspielerin
- Jochen Lenz (1930–2021), deutscher Sportwissenschaftler und Hochschullehrer
- Johann Baptist Lenz (1922–2007), deutscher Künstler
- Johann Georg Lenz (1748–1832), deutscher Mineraloge
- Johann Reinhold von Lenz (1778–1854), deutsch-baltischer Schauspieler und Dichter
- Johanna Lenz (Hanne Lenz; 1915–2010), deutsche Kunsthistorikerin und Lektorin
- Johannes Lenz (Chronist) (um 1460–1541), deutscher Chronist
- Johannes Lenz (Politiker) (1805–1869), deutscher Politiker
- Johannes Lenz (Skispringer) (* 1990), österreichischer Skispringer
- Johannes Maria Lenz (Taufname Johann Nepomuk Lenz; 1902–1985), österreichischer Priester
- Jörn Lenz (* 1969), deutscher Fußballspieler
- Josef Lenz (Theologe) (1892–1974), deutscher Theologe und Hochschullehrer
- Josef Lenz (1896–1952), deutscher Ökonom, siehe Josef Winternitz
- Josef Lenz (Sepp Lenz; 1935–2023), deutscher Rennrodler und Trainer
- Joseph Lenz (1889–1969), deutscher Politiker (SPD), MdA Berlin
- Julian Lenz (* 1993), deutscher Tennisspieler
- Julius Lenz (1860–1937), deutscher Bauunternehmer
- Jürgen Lenz (Schriftsteller) (1916–1990), deutscher Schriftsteller
- Jürgen Lenz (Biologe) (* 1933), deutscher Biologe
- Jürgen Lenz (Mediziner) (* 1939), deutscher Sanitätsoffizier
- Jürgen Lenz (Kameramann) (* 1942), deutscher Kameramann
- Jürgen Lenz (Sportvermarkter) (* 1943), deutscher Sportvermarkter

### K
- Karl Lenz (Politiker, 1892) (1892–1960), deutscher Politiker (BVP), MdL Bayern
- Karl Lenz (Maler) (1898–1948), deutscher Maler
- Karl Lenz (Politiker, 1899) (1899–1944), deutscher Politiker (NSDAP)
- Karl Lenz (Geograph) (1928–2022), deutscher Geograph und Hochschullehrer
- Karl Lenz (Soziologe) (* 1955), deutscher Soziologe
- Karl-Friedrich Lenz (* 1958), deutscher Jurist
- Karl Gotthold Lenz (1763–1809), deutscher Altphilologe und Pädagoge
- Karl Heinz Lenz (* 1953), deutscher Archäologe und Pädagoge
- Käthe Lenz (* 1907), deutsche Schauspielerin
- Kay Lenz (* 1953), US-amerikanische Schauspielerin
- Klaus Lenz (* 1940), deutscher Jazzmusiker, Bandleader und Komponist

### L
- Lee Wayne Lenz (1915–2019), US-amerikanischer Botaniker und Pilzkundler
- Leo Lenz (1878–1962), österreichischer Schriftsteller, Dramatiker und Drehbuchautor
- Leopold Lenz (1804–1862), deutscher Opernsänger (Bassbariton) und Komponist
- Lothar Lenz (1904–1983), deutscher Politiker (CDU)
- Ludwig Lenz (Politiker) (1764–1833), deutscher Politiker, Landtagsabgeordneter Großherzogtum Hessen
- Ludwig Lenz (Autor) (Karl Ludwig Lenz; 1813–1896), deutscher Schriftsteller und Journalist
- Ludwig Lenz (Bauunternehmer) (1888–1969), deutscher Bauingenieur, Bauunternehmer und Manager
- Ludwig Levy-Lenz (1889–1966), deutscher Arzt und Sexualwissenschaftler
- Ludwig Friedrich Lenz (1717–1780), deutscher Jurist, Schriftsteller und Dichter
- Lutz Lenz (1942–2022), deutscher Altphilologe

### M
- Magdalena Lenz (* 1988), polnische Triathletin
- Manfred Lenz (Fußballspieler) (1947–2021), deutscher Fußballspieler und -trainer
- Manfred Lenz (Politiker) (* 1947), deutscher Politiker (SPD)
- Manuel Lenz (* 1984), deutscher Fußballtorwart
- Marc Lenz (* 1986), deutscher Manager
- Marcel Lenz (Produzent) (* 1978), deutscher Filmproduzent
- Marcel Lenz (Fußballspieler, 1987) (* 1987), deutscher Fußballspieler
- Marcel Lenz (Handballspieler) (* 1989), deutscher Handballspieler
- Marcel Lenz (Fußballspieler, 1991) (* 1991), deutscher Fußballspieler
- Margarete Lenz (1899–1986), deutsche Sozialpolitikerin und Diplomatin
- Marlene Lenz (* 1932), deutsche Politikerin (CDU)
- Martin Lenz (* 1971), deutscher Musiker und Schriftsteller
- Mathias Lenz (* 1985), deutscher Handballtorwart
- Max Lenz (Max Albert Wilhelm Lenz; 1850–1932), deutscher Historiker
- Max Werner Lenz (1887–1973), Schweizer Autor, Regisseur und Schauspieler
- Maximilian Lenz (1860–1948), österreichischer Maler und Grafiker
- Maximilian Lenz, bekannt als WestBam (* 1965), deutscher Musiker und DJ
- Michael Lenz (1930–2013), deutscher Schauspieler

### O
- Oskar Lenz (1848–1925), österreichischer Geograph, Geologe und Ethnograph
- Otto Lenz (1903–1957), deutscher Politiker (CDU)

### P
- Paul Lenz (Architekt), deutscher Architekt
- Paul Lenz (Missionar) (1925–2017), US-amerikanischer Theologe und Missionar
- Paul Lenz (Musiker), US-amerikanischer Schlagzeuger
- Paul-Ulrich Lenz (* 1946), deutscher Theologe und Autor
- Paulus Lenz-Medoc (1903–1987), deutscher Philosoph, Germanist und Romanist
- Pedro Lenz (* 1965), Schweizer Schriftsteller
- Peter Lenz, Geburtsname von Desiderius Lenz (1832–1928), deutscher Ordensgeistlicher, Künstler und Architekt
- Peter Lenz (Musiker) (* 1987), österreichischer Schlagzeuger
- Peter Lenz (Rennfahrer) (1997–2010), US-amerikanischer Motorradrennfahrer
- Peter Adalbert Lenz (1804–1875), luxemburgisch-belgischer Lyriker, Historiker und Philosoph
- Philipp Lenz (Buchhändler) (1788–1856), deutscher Landschaftsmaler, Radierer, Kommissionsbuchhändler
- Philipp Lenz (Philologe) (1861–1926), deutscher Lehrer und Mundartforscher
- Philipp Lenz (Regisseur) (1943–2014), Schweizer Theaterregisseur
- Philipp Jakob Lenz (1848–1899), deutscher Dirigent
- Pia Lenz (* 1986), deutsche Dokumentarfilmerin und Journalistin

### R
- Regine Lenz (* 1942), deutsches Model
- Reimar Lenz (Publizist) (1931–2014), deutscher Publizist und Schriftsteller
- Reimar Lenz (Informationstechniker) (* 1956), deutscher Informationstechniker und Hochschullehrer
- Renate Lenz-Fuchs (1910–2001), deutsche Juristin und Politikerin
- Richard Lenz (* 1964), deutscher Informatiker und Hochschullehrer
- Rick Lenz (* 1939), US-amerikanischer Schauspieler
- Robert Lenz (Indogermanist) (1808–1836), deutsch-baltischer Indogermanist
- Robert Lenz (Physiker) (1833–1903), deutsch-baltischer Physiker
- Robert Lenz (Architekt) (1907–1964), deutscher Architekt und Formgestalter
- Robert Lenz (Fußballspieler) (* 1984), deutscher Fußballspieler
- Rodolfo Lenz (1863–1938), deutsch-chilenischer Romanist und Sprachforscher
- Rolf Lenz (1929–2019), Präsident der Landesvereinigung Baden-Württembergischer Arbeitgeberverbände
- Rudi Lenz (1931–2023), deutscher Sportfunktionär
- Rüdiger Lenz (Historiker) (* 1954/1955), deutscher Historiker und Archivar
- Rüdiger Lenz (Kampfsportler) (* 1962), deutscher Kampfsportler, Kampfsporttrainer und Autor
- Rudolf Lenz (Schauspieler) (1920–1987), österreichischer Schauspieler
- Rudolf Lenz (Historiker) (* 1940), deutscher Historiker und Hochschullehrer

### S
- Samuel Lenz (1686–1776), deutscher Historiker, Jurist und Hochschullehrer
- Sandy Lenz (* 1960), US-amerikanische Eiskunstläuferin
- Seraphina Lenz (* 1963), deutsche Künstlerin
- Siegfried Lenz (1926–2014), deutscher Schriftsteller
- Silvia Hapke-Lenz (* 1968), deutsche Politikerin (FDP)
- Sindy Lenz (* 1998), deutsche Volleyballspielerin
- Stephan Lenz (* 1968), deutscher Politiker
- Susanne Lenz-Gleißner (* 1962), deutsche Journalistin

### T
- Theodor Lenz (1801–1823), luxemburgisch-belgischer Lyriker
- Thomas Lenz (* 1960), deutscher Politiker (CDU)
- Tonie Lenz (* 1988), deutsche Kanutin

### U
- Uli Lenz (* 1955), deutscher Jazzmusiker
- Ulrich Lenz (Intendant) (* 1970), deutscher Musik- und Theaterwissenschaftler, Dramaturg und Intendant

### V
- Viviane Lenz (* 1999), Schweizer Unihockeyspielerin
- Volker Lenz (* 1950), deutscher Politiker und Unternehmer

### W
- Walter Lenz (Redakteur) (1903–1936), deutscher Schriftsetzer und Redakteur
- Walter Lenz (Förster) (1910–1993), mexikanischer Forstexperte
- Walter Lenz (Schriftsteller) (1911–1963), deutscher Schriftsteller
- Werner Lenz (Politiker) (1927–2004), deutscher Politiker (SPD)
- Werner Lenz (Erziehungswissenschaftler) (* 1944), österreichischer Erziehungswissenschaftler und Hochschullehrer
- Werner Lenz (Fußballspieler) (* 1954), deutscher Fußballspieler
- Werner M. Lenz (* 1923), deutscher Kameramann und Regisseur
- Widukind Lenz (1919–1995), deutscher Humangenetiker
- Wilhelm Lenz (Politiker, 1780) (1780–1853), deutscher Politiker, MdL Baden
- Wilhelm von Lenz (1808–1883), russischer Musikschriftsteller
- Wilhelm Lenz (Architekt, 1868) (1868–nach 1929), deutscher Architekt
- Wilhelm Lenz (Architekt, II), deutscher Architekt
- Wilhelm Lenz (Physiker) (1888–1957), deutscher Physiker
- Wilhelm Lenz (Politiker, 1894) (1894–1954), deutscher Politiker (SPD), MdL Rheinland-Pfalz
- Wilhelm Lenz (Politiker, 1897) (1897–1969), deutscher Politiker (KPD), MdL Hessen
- Wilhelm Lenz (Historiker, 1906) (1906–1976), deutscher Historiker
- Wilhelm Lenz (Politiker, 1921) (1921–2015), deutscher Politiker (CDU), MdL Nordrhein-Westfalen
- Wilhelm Lenz (Historiker, 1939) (1939–2020), deutscher Historiker
- Willi Lenz (* 1950), deutscher Sportfunktionär und Stifter
- Wolfgang Lenz (1925–2014), deutscher Maler und Grafiker
- Wolfgang Lenz (Sänger) (1942–2019), deutscher Opernsänger (Basso cantate)